# Puchar Portugalii w piłce nożnej (2021/2022)
Puchar Portugalii w piłce nożnej mężczyzn 2021/2022 – 82. edycja rozgrywek mających na celu wyłonienie zdobywcy Pucharu Portugalii, który uzyskał tym samym prawo gry w fazie grupowej Ligi Europy UEFA sezonu 2022/2023. Finał został rozegrany na znajdującym się w Oeiras stadionie Estádio Nacional. W finale FC Porto pokonało CD Tondelę 3:1 zdobywając to trofeum po raz 18. w swojej historii.

## Format
Puchar Portugalii w sezonie 2021/22 składał się z 8 rund, choć nie wszystkie drużyny grały od I rundy. Od niej grały drużyny z III, IV i V szczebla rozgrywkowego, od II rundy grały zespoły z Ligi Portugal 2, natomiast od III rundy grały drużyny Primeiry Ligi.
Z I do II rundy awansowały 44 drużyny, które wygrały swoje mecze oraz 32 drużyny, które otrzymały wolny los. W II rundzie rozegrane zostało 46 meczów, których zwycięzcy awansowali do III rundy. Od tej rundy następowała już standardowa redukcja zespołów: w III rundzie odpadły 32 zespoły, w IV rundzie 16 itd.
Poza półfinałami we wszystkich fazach rozgrywany był jeden mecz. W przypadku remisu przewidziana była dogrywka i ewentualne rzuty karne. Jedynie w półfinale były rozgrywane mecze rewanżowe (dwumecze).

## Uczestnicy
Do udziału w turnieju uprawnione były wszystkie drużyny poza rezerwami z 4 najwyższych szczebli rozgrywkowych w Portugalii oraz przedstawiciele V poziomu ligowego - rozgrywek lokalnych.
| Liga Portugal 18 zespołów | Liga Portugal 2 16 zespołów | Liga 3 21 zespołów | Liga 3 21 zespołów | Campeonato de Portugal 58 zespołów | Campeonato de Portugal 58 zespołów | Campeonato de Portugal 58 zespołów | Campeonato de Portugal 58 zespołów | Campeonato de Portugal 58 zespołów | Campeonato de Portugal 58 zespołów | Rozgrywki regionalne 41 zespołów | Rozgrywki regionalne 41 zespołów |
| Liga Portugal 18 zespołów | Liga Portugal 2 16 zespołów | grupa A | grupa B | grupa A | grupa B | grupa C | grupa D | grupa E | grupa F | Rozgrywki regionalne 41 zespołów | Rozgrywki regionalne 41 zespołów |
| --- | --- | --- | --- | --- | --- | --- | --- | --- | --- | --- | --- |
| - FC Arouca - B-SAD - SL Benfica - Boavista FC - SC Braga - GD Estoril Praia - FC Famalicão - Gil Vicente FC - CS Marítimo - Moreirense FC - FC Paços de Ferreira - FC Porto - Portimonense SC - CD Santa Clara - Sporting CP - CD Tondela - Vitória Guimarães - FC Vizela | - Académica - Académico de Viseu - Casa Pia AC - GD Chaves - Estrela da Amadora - SC Farense - CD Feirense - Leixões SC - CD Mafra - CD Nacional - FC Penafiel - Rio Ave FC - SC Covilhã - CD Trofense - Varzim SC - UD Vilafranquense | - Anadia FC - CF Canelas 2010 - AD Fafe - FC Felgueiras 1932 - Lusitânia FC - CDC Montalegre - UD Oliveirense - Pevidém SC - AD Sanjoanense - SC São João de Ver | - FC Alverca - Amora FC - Caldas SC - CD Cova da Piedade - FC Oliveira do Hospital - Oriental Dragon FC - Real SC - SCU Torreense - União Leiria - União Santarém - Vitória Setúbal | - AD Camacha - CSD Câmara de Lobos - Forjães SC - AD Os Limianos - SC Maria da Fonte - Merelinense FC - CF União da Madeira - SC Vianense - Vilaverdense FC | - Amarante FC - Berço SC - CA Macedo de Cavaleiros - SC Mirandela - USC Paredes - ASC Santa Marta de Penaguião - AR São Martinho - FC Tirsense - AC Vila Meã - SC Vila Real | - GD Alvarenga - AD Castro Daire - SC Espinho - CR Ferreira de Aves - Gondomar SC - CD Gouveia - Leça FC - SC Salgueiros - CF União de Coimbra - Valadares Gaia FC | - Benfica Castelo Branco - Condeixa ACD - GD Fontinhas - CU Idanhense - AC Marinhense - ARC Oleiros - GD Peniche - SC Praiense - Sertanense FC - GD Vitória de Sernache | - CF Os Belenenses - GD Coruchense - O Elvas CAD - GS Loures - CD Rabo de Peixe - CA Pêro Pinheiro - SG Sacavenense - SU Sintrense - SC Ideal | - FC Barreirense - CF Esperança de Lagos - Imortal DC - Juventude SC - Louletano DC - LGC Moncarapachense - SC Olhanense - CD Pinhalnovense - FC Serpa - União Montemor | - FC Ferreiras - CU Culatrense - Graciosa FC - SC Lusitânia dos Açores - CF União de Lamas - CD Estarreja - CF Vasco da Gama da Vidigueira - ACD Penedo Gordo - Ribeirão FC - GD Joane - ADC Rebordelo - FC Vinhais - GD Águias do Moradal - CDRC Vila Velha de Ródão - Ançã FC - GR Vigor da Mocidade - Estrela de Vendas Novas - Lusitano de Évora - Guarda Desportiva FC - GD Trancoso | - SC Pombal - UDRC Matamourisquense - SF Damaiense - CD Olivais e Moscavide - AD Machico - GD São Roque - CF Vasco da Gama V.F. do Campo - Arronches e Benfica - Eléctrico FC - FC Alpendorada - FC Pedroso - Abrantes e Benfica - SCD Glória do Ribatejo - UFC Moitense - UF Comércio e Indústria - Âncora Praia FC - SC Valenciano - GD Cerva - SC Régua - CD Cinfães - CDR Moimenta da Beira |

## Terminarz
- I runda - 9-12 września 2021 roku
- II runda - 23-26 września 2021 roku
- III runda - 15-17 października 2021 roku
- IV runda - 18-22 listopada 2021 roku
- 1/8 finału - 21-23 grudnia 2021 roku
- 1/4 finału - 11-13 stycznia 2022 roku
- 1/2 finału - 2-3 marca oraz 20-21 kwietnia 2022 roku
- finał - 22 maja 2022 roku

## I runda
W pierwszej rundzie 32 drużyny otrzymały wolny los, natomiast pozostałe 88 drużyn zostało podzielonych według klucza geograficznego do 8 grup. Wówczas rozlosowane zostały pary I rundy, z których 44 zwycięzców awansowało do II rundy. Od I rundy przygodę z Pucharem Portugalii zaczęły drużyny z Ligi 3, Campeonato de Portugal oraz przedstawiciele rozgrywek lokalnych. Mecze rozegrano w dniach 9-12 września 2021 roku.

### Wolny los
Wolny los w I rundzie otrzymali: Graciosa FC, Vitória Setúbal, Anadia FC, Valadares Gaia Futebol Clube, CD Olivais e Moscavide, Estrela de Vendas Novas, CF Os Belenenses, UD Leiria, ARC Oleiros, Clube de Condeixa ACD, UFC Moitense, Pevidém SC, FC Vinhais, SCU Torreense, CF Esperança de Lagos, CD Ferreira de Aves, GD O Coruchense, Vilaverdense Futebol Clube, FC Alpendorada, SC São João de Ver, FC de Serpa, SC Pombal, CA Pêro Pinheiro, CD Rabo de Peixe, 
ADC Rebordelo, União Montemor, FC Oliveira do Hospital, Ribeirão 1968 FC, GD São Roque, GD Fontinhas, CF União da Madeira, CD Cova da Piedade

### Mecze

#### Grupa A
Do grupy A zaklasyfikowano drużyny z dystryktów: Braga, Bragança, Viana do Castelo oraz Vila Real.
| 9 września 2021 | AD Os Limianos                        | 3:2   | CDC Montalegre                         |  |
| 16:00           | 58' Marques · 85' Costa · 90' Pimenta | (0:1) | 44' Martins · 61' Neves · 90+5' Samate |  |

| 11 września 2021 | SC Mirandela | 0:1   | AD Fafe      |  |
| 16:00            |              | (0:0) | 53' Teixeira |  |

| 11 września 2021 | SC Valenciano              | 2:4   | Merelinense FC                            |  |
| 17:00            | 63' Mendes · 81' Cerqueira | (0:3) | 16' Boutin · 20' Diogo · 28', 77' Postiga |  |

| 11 września 2021 | GD Cerva     | 1:3   | SC Maria Fonte                          |  |
| 17:00            | 67' Oliveira | (0:0) | 51' Antunes · 90+4' Graca · 90+5' Neves |  |

| 11 września 2021 | CA Macedo Cavaleiros | 1:0   | Forjães SC |  |
| 17:00            | 13' Barbosa          | (1:0) |            |  |

| 11 września 2022 | SC Vianense          | 2:1   | Âncora Praia FC |  |
| 17:00            | 22' Cruz · 37' Silva | (2:0) | 52' Gomes       |  |

#### Grupa B
Do grupy B zaklasyfikowano drużyny z dystryktów: Braga, Porto i Vila Real oraz regionu autonomicznego Madery.
| 11 września 2021 | ASC Santa Marta de Penaguião | 0:3   | AD Camacha                                |  |
| 11:00            | 88' Soares                   | (0:2) | 7' Mendonca · 24' J. Abreu · 58' V. Abreu |  |

| 11 września 2021 | FC Felgueiras                  | 3:0   | CSD Câmara de Lobos |  |
| 15:00            | 14', 49' Cisse · 90+3' Fonseca | (1:0) |                     |  |

| 11 września 2021 | AD Machico | 0:5   | AR São Martinho                               |  |
| 16:00            |            | (0:3) | 18', 23', 54' Almeida · 27' Davou · 71' Nunes |  |

| 11 września 2021 | Berço SC                   | 2:1   | GD Joane     |  |
| 17:00            | 4' T. Silva · 12' Silveira | (2:1) | 14' R. Silva |  |

| 11 września 2021 | AC Vila Meã                                 | 3:3 k. 4:2    | Amarante FC                                           |  |
| 17:00            | 3' Carneiro · 82' Rabiola · 101' Covelinhas | (1:1, k. 4:2) | 21' Tavares · 61' Guimaraes · 115' Pinto · 119' Silva |  |

| 12 września 2021 | SC Vila Real | 1:1 k. 5:4    | FC Tirsense |  |
| 11:15            | 19' Carreira | (1:1, k. 5:4) | 8' Melo     |  |

#### Grupa C
Do grupy C zaklasyfikowano drużyny z dystryktów: Aveiro, Porto, Vila Real i Viseu.
| 11 września 2021 | Gondomar SC                | 2:3   | SC Salgueiros                      |  |
| 11:15            | 39' Colubali · 50' Pereira | (1:1) | 24' Lemos · 76' Agra · 90+3' Tanko |  |

| 11 września 2021 | CF Canelas 2010 | 12:0  | SC Régua |  |
| 17:00            | 5' Toure · 8', 42' Machado · 22', 25', 31' Sousa · 56' Marques · 59', 68', 90+1' Araujo · 75' Boakye · 76' Fernandes | (6:0) |          |  |

| 11 września 2021 | FC Pedroso | 0:2   | USC Paredes          |  |
| 17:00            |            | (0:0) | 58' Choi · 61' Leite |  |

| 11 września 2021 | CDR Moimenta Beira | 2:3   | CD Cinfães                                   |  |
| 17:00            | 15', 84' Oliveira  | (1:1) | 42' Carvalho · 75' Pereira · 90+1' Magalhaes |  |

| 12 września 2021 | CF União de Lamas | 1:1 k. 6:7    | SC Espinho |  |
| 14:00            | 19' Magalhaes     | (1:1, k. 6:7) | 18' Co     |  |

| 12 września 2021 | Leça FC   | 1:0   | Lusitânia Lourosa FC |  |
| 16:45            | 62' Lopes | (0:0) | 90+6' Poulson        |  |

#### Grupa D
Do grupy D zaklasyfikowano drużyny z dystryktów: Aveiro, Castelo Branco, Coimbra, Guarda i Viseu.
| 11 września 2021 | GR Vigor Mocidade | 0:0 k. 4:5    | União 1919 |  |
| 17:00            |                   | (0:0, k. 4:5) | 39' Alves  |  |

| 11 września 2021 | GD Santa Cruz Alvarenga          | 3:1   | CD Gouveia |  |
| 17:00            | 1' Silva · 17' Santos · 72' Reis | (2:1) | 21' Nunes  |  |

| 11 września 2021 | CD Estarreja | 1:2   | GD Águias Moradal             |  |
| 17:00            | 84' Tavares  | (0:2) | 7' Buaro · 21' (sam.) Garrido |  |

| 11 września 2021 | UD Oliveirense                                                | 6:0   | Guarda DFCl |  |
| 17:00            | 3' Silva · 7' Marques · 34', 69', 90' Paredes · 52' Fernandes | (3:0) |             |  |

| 11 września 2021 | AD Castro Daire        | 1:0   | GD Trancoso |  |
| 17:00            | 9' Veiga · 41' Ribeiro | (1:0) |             |  |

| 11 września 2021 | Ançã FC     | 1:0   | AD Sanjoanense |  |
| 17:00            | 88' Pereira | (0:0) | 90+2' Alves    |  |

#### Grupa E
Do grupy E zaklasyfikowano drużyny z dystryktów: Castelo Branco, Leiria i Santarém.
| 11 września 2021 | CDRC Vila Velha de Ródão | 0:3   | GD Vitória Sernache               |  |
| 17:00            |                          | (0:1) | 7' Santos · 47' Gomes · 81' Silva |  |

| 11 września 2021 | AC Marinhense | 1:2   | CU Idanhense    |  |
| 17:00            | 53' Velosa    | (0:0) | 54', 80' Semedo |  |

| 11 września 2021 | Arronches e Benfica | 1:0   | UDRC Matamourisquense |  |
| 17:00            | 29' Gomes           | (1:0) | 63' Carvalho          |  |

| 11 września 2021 | Sertanense FC                      | 2:0   | GD Peniche |  |
| 17:00            | 12' Meek · 80' Martins · 2' Simões | (0:0) |            |  |

| 11 września 2021 | Abrantes e Benfica       | 2:4 (pd.) | Caldas SC                             |  |
| 19:30            | 51' Matos · 61' Fernando | (0:2)     | 25', 92', 105' Rodrigues · 42' Chaves |  |

#### Grupa F
Do grupy F zaklasyfikowano drużyny z dystryktów: Beja, Lizbona, Portalegre i Santarém.
| 11 września 2021 | UD Santarém | 0:0 k. 1:3    | GS Loures |  |
| 11:00            |             | (0:0, k. 1:3) |           |  |

| 11 września 2021 | O Elvas CAD               | 0:2   | SG Sacavenense                          |  |
| 16:45            | 32' Almeida · 90+3' Canoa | (0:1) | 18' Medina · 85' Almeida · 90' Jinyoung |  |

| 11 września 2021 | Alverca                                                                            | 6:0   | Eléctrico FC |  |
| 17:00            | 6' Almeida · 39' Ribeiro · 45+2' Rodrigues · 65', 84' Silva · 68' (sam.) Gonçalves | (3:0) |              |  |

| 11 września 2021 | SCD Glória | 0:4   | SU Sintrense                                    |  |
| 17:00            |            | (0:2) | 13' Pinto · 23' Varela · 73' Mota · 89' Marinho |  |

| 12 września 2021 | Arronches e Benfica                                           | 3:3 k. 5:3    | Vasco da Gama VF do Campo                |  |
| 15:00            | 40' Gomes · 90+3' D. Santos · 113' Ludovico · 90+10' Carvalho | (1:0, k. 5:3) | 70' Mestre · 80' R. Santos · 96' Furtado |  |

#### Grupa G
Do grupy G zaklasyfikowano drużyny z dystryktów: Évora, Lizbona i Setúbal oraz autonomicznego regionu Azorów.
| 10 września 2021 | Real SC | 1:0 | FC Barreirense |  |
| 20:00            | ?' ?    |     |                |  |

| 11 września 2021 | SC Praiense | 0:1 | SC Ideal |  |
| 15:00            |             |     | ?' ?     |  |

| 11 września 2021 | CD Pinhalnovense | 0:2 | Amora FC    |  |
| 17:00            |                  |     | ?' ? · ?' ? |  |

| 11 września 2021 | Lusitano de Évora | 1:2 | Oriental Dragon FC |  |
| 17:00            | ?' ?              |     | ?' ? · ?' ?        |  |

| 12 września 2021 | SF Damaiense       | 3:1 | SC Lusitânia |  |
| 11:00            | ?' ? · ?' ? · ?' ? |     | ?' ?         |  |

#### Grupa H
Do grupy H zaklasyfikowano drużyny z dystryktów: Beja, Évora, Faro i Setúbal oraz regionu autonomicznego Azorów.
| 11 września 2021 | CU Culatrense | 1:2 | Louletano DC |  |
| 17:00            | ?' ?          |     | ?' ? · ?' ?  |  |

| 11 września 2021 | FC Ferreiras | 1:0 | ACD Penedo Gordo |  |
| 17:00            | ?' ?         |     |                  |  |

| 11 września 2021 | SC Olhanense | 1:0 | Juventude SC |  |
| 17:00            | ?' ?         |     |              |  |

| 11 września 2021 | LGC Moncarapachense | 1:1 k. 1:4 | UF Comércio e Indústria |  |
| 17:00            | ?' ?                |            | ?' ?                    |  |

| 11 września 2021 | CF Vasco Da Gama | 1:2 | Imortal DC  |  |
| 17:00            | ?' ?             |     | ?' ? · ?' ? |  |

## II runda
W drugiej rundzie do 44 zwycięzców w I rundzie i 32 drużyn z wolnym losem dołączyło 16 zespołów z Liga Portugal 2. Zespoły rozlosowano do 46 par, których zwycięzcy awansowali do III rundy. Mecze rozegrano w dniach 23-26 września 2021 roku.
| 23 września 2021 | Real SC                | 2:1 (pd.) | CD Cova Piedade            |  |
| 19:45            | 74' Borges · 92' Souza | (0:0)     | 72' Celsinho · 63' Santana |  |

| 24 września 2021 | FC Alverca                             | 3:1   | SC Vila Real             |  |
| 19:30            | 3' Miranda · 26' Sousa · 89' Rodrigues | (2:0) | 90+1' Carreira · 80' Dji |  |

| 25 września 2021 | SC Vianense | 0:2   | Vitória Setúbal          |  |
| 11:00            |             | (0:0) | 74' Pereira · 86' Varela |  |

| 25 września 2021 | CF União de Coimbra            | 2:1   | Graciosa FC  |  |
| 11:00            | 62' (sam.) Neto · 90+6' Soares | (0:0) | 66' Casimiro |  |

| 25 września 2021 | GD Fontinhas | 0:1   | SCU Torreense |  |
| 14:00            |              | (0:0) | 85' Lameira   |  |

| 25 września 2021 | SC São João De Vêr | 1:3 (pd.) | Leixões SC                             |  |
| 14:00            | 90' Seidi          | (0:0)     | 47' Encada · 117' Traore · 120' Sapara |  |

| 25 września 2021 | GD Águias Moradal       | 2:1   | SF Damaiense |  |
| 15:00            | 46' Souza · 77' Antonio | (0:0) | 67' Mate     |  |

| 25 września 2021 | União Montemor | 0:2   | Lank Vilaverdense       |  |
| 15:00            | 79' Pereira    | (0:0) | 64' Furtado · 80' Filho |  |

| 25 września 2021 | SG Sacavenense | 0:4   | AD Fafe                                  |  |
| 15:00            | 10' Job        | (0:3) | 11' Didi · 18', 45' Almeida · 83' Albues |  |

| 25 września 2021 | AC Vila Meã | 1:5   | CD Feirense                                        |  |
| 15:00            | 68' Soares  | (0:2) | 37', 45+1', 54' Silva · 50' Petkov · 77' Atshimene |  |

| 25 września 2021 | Sertanense FC | 0:1   | CD Mafra  |  |
| 15:00            |               | (0:0) | 83' Silva |  |

| 25 września 2021 | Caldas SC     | 1:0   | Amora FC |  |
| 15:00            | 24' Rodrigues | (1:0) |          |  |

| 25 września 2021 | Pevidém SC | 1:3 (pd.) | CD Trofense                                              |  |
| 15:00            | 26' Duarte | (1:1)     | 18' Barthelemydiedhiou · 96' Achouri · 112' (sam.) Alves |  |

| 25 września 2021 | FC Oliveira Hospital                                            | 5:0   | CF União Da Madeira |  |
| 15:00            | 26' N'do · 33' Ibrahim · 56' Sanches · 73' Afonso · 78' Martins | (2:0) |                     |  |

| 25 września 2021 | FC Alpendorada | 1:2 (pd.) | Académica Coimbra     |  |
| 15:00            | 90+6' Pinto    | (0:1)     | 13' Seco · 106' Costa |  |

| 25 września 2021 | SU Sintrense            | 1:1 k. 7:6    | CA Macedo Cavaleiros |  |
| 15:00            | 26' Tavares · 61' Simao | (1:1, k. 7:6) | 4' Barbosa           |  |

| 25 września 2021 | CU Idanhense | 0:2   | SC Covilhã               |  |
| 15:00            |              | (0:1) | 11' Santos · 90+2' Silva |  |

| 25 września 2021 | CF Ferreira Aves | 0:1 (pd.) | Académico Viseu FC |  |
| 15:00            | 90+4' Silla      | (0:0)     | 97' Andrade        |  |

| 25 września 2021 | UFC Moitense                        | 2:1   | Ançã FC     |  |
| 15:00            | 5' Moreira · 53' Costa · 62' Helmut | (1:0) | 58' Goncalo |  |

| 25 września 2021 | UF Comércio Indústria | 1:1 k. 5:6    | UD Leiria |  |
| 15:00            | 56' Monteiro          | (0:0, k. 5:6) | 49' Silva |  |

| 25 września 2021 | FC Vinhais | 0:3   | CD Nacional                                   |  |
| 15:00            |            | (0:1) | 37' (sam.) Rodrigues · 50' Quembo · 89' Rouai |  |

| 25 września 2021 | FC Serpa                                            | 4:0   | CD Olivais Moscavide |  |
| 15:00            | 41' (sam.) Silva · 67' Souto · 74' Fati · 90' Graca | (1:0) |                      |  |

| 25 września 2021 | SC Pombal | 0:4   | Leça FC                                       |  |
| 15:00            |           | (0:1) | 20' Romalho · 47', 59' Barbosa · 78' Monteiro |  |

| 25 września 2021 | SC Olhanense | 1:0   | GD Santa Cruz de Alvarenga |  |
| 15:00            | 48' Diarra   | (0:0) |                            |  |

| 25 września 2021 | GD São Roque | 0:3   | SC Farense                 |  |
| 15:00            |              | (0:1) | 16' Paz · 51', 59' Almeida |  |

| 25 września 2021 | SC Espinho  | 1:0   | Merelinense FC |  |
| 15:00            | 72' Betinho | (0:0) |                |  |

| 25 września 2021 | Imortal DC | 0:2   | UD Vilafranquense          |  |
| 15:00            |            | (0:0) | 51' Belkheir · 90+6' Silva |  |

| 25 września 2021 | Estrela FC | 0:2   | USC Paredes                    |  |
| 15:00            |            | (0:1) | 45+1' Teixeira · 53' Madureira |  |

| 25 września 2021 | GS Loures                    | 2:2 k. 9:10    | Oriental Dragon FC   |  |
| 15:00            | 10', 12' Lamas · 110' Mendes | (2:1, k. 9:10) | 16' Toure · 50' Maia |  |

| 25 września 2021 | UD Oliveirense                        | 3:0   | Arronches E Benfica |  |
| 15:00            | 16' Silva · 29' Marques · 52' Paredes | (2:0) |                     |  |

| 25 września 2021 | AR São Martinho | 0:1   | Benfica Castelo Branco |  |
| 15:00            |                 | (0:1) | 13' Gomes              |  |

| 25 września 2021 | AD Camacha                                                                         | 6:1   | Ribeirão FC |  |
| 15:00            | 9 (sam.)', 68 (sam.)' Chamorro · 18' Vieira · 22' Monteiro · 28' Fraga · 42' Abreu | (5:0) | 53' Santos  |  |

| 25 września 2021 | ADC Rebordelo | 1:2   | CD Cinfães       |  |
| 15:00            | 5' Cruz       | (1:1) | 43', 66' Vulcano |  |

| 25 września 2021 | Condeixa ADC                                                           | 4:3 (pd.) | CF Esperança Lagos         |  |
| 15:00            | 11' Evaristus · 64' Lima · 120+4' Carvalho · 120+5' Nguema · 95' Beato | (1:1)     | 22', 92' Costa · 48' Silva |  |

| 25 września 2021 | CF Os Belenenses                                     | 5:3   | CA Pêro Pinheiro                         |  |
| 15:00            | 15' (sam.) Simao · 38' Conte · 40', 49', 62' Tavares | (3:1) | 42' Eduino Jr. · 55' Anjos · 57' Miranda |  |

| 25 września 2021 | AD Os Limianos | 0:1   | Berço SC  |  |
| 15:00            | 90+3' Santos   | (0:0) | 84' Lopes |  |

| 25 września 2021 | CF Canelas 2010         | 2:4   | Casa Pia AC                                      |  |
| 15:00            | 45' Sousa · 64' Martins | (1:0) | 59' (sam.) Simao · 62', 84' Sanca · 80' Banjaqui |  |

| 25 września 2021 | Anadia FC                                 | 3:1   | GD Coruchense          |  |
| 15:00            | 28' Tavares · 90+1' Costa · 90+6' Cipenga | (1:1) | 4' Sanca · 90' Cardoso |  |

| 25 września 2021 | CD Rabo Peixe             | 2:3 (pd.) | AD Castro Daire                      |  |
| 16:00            | 18' Trugilho · 90' Miguel | (1:0)     | 72' Teles · 76' Augusto · 117' Silva |  |

| 25 września 2021 | Louletano DC                 | 3:1   | SC Salgueiros         |  |
| 17:00            | 42', 73' Gomes · 90+6' Silva | (1:1) | 30' Agra · 78' Simões |  |

| 25 września 2021 | FC Ferreiras | 0:3   | CF Estrela                        |  |
| 17:00            |              | (0:2) | 2' Pinto · 39' Silva · 80' Araujo |  |

| 25 września 2021 | FC De Felgueiras         | 2:0   | GD Chaves |  |
| 20:00            | 46' Fonseca · 83' Santos | (0:0) |           |  |

| 26 września 2021 | ARC Oleiros | 0:2   | Varzim SC                |  |
| 11:00            |             | (0:0) | 63' Silva · 90+4' Borges |  |

| 26 września 2021 | SC Ideal | 0:3   | Valadares Gaia FC                  |  |
| 11:00            | 63' Soro | (0:1) | 16' Cunha · 77' Fontes · 81' Silva |  |

| 26 września 2021 | GD Vitória Sernache | 1:3   | Rio Ave FC                            |  |
| 14:00            | 18' Rodrigues       | (1:3) | 8' Goncalves · 12' Yakubu · 29' Costa |  |

| 26 września 2021 | SC Maria Fonte | 0:1   | FC Penafiel |  |
| 15:00            | 90+4' Rocha    | (0:0) | 62' Rodrigo |  |

## III runda
W III rundzie do 46 zwycięzców w II rundzie dołączyło 18 drużyn z Primeiry Ligi. Drużyny rozlosowano do 32 par, których zwycięzcy awansowali do IV rundy. Mecze rozegrano w dniach 15-17 października 2021 roku.
| 15 października 2021 | Académica Coimbra | 0:4   | FC Famalicão                                        |  |
| 18:00                |                   | (0:3) | 15' Penetra · 18' Pajuelo · 25' Tavares · 63' Banza |  |

| 15 października 2021 | SU Sintrense | 0:5   | FC Porto                                              |  |
| 18:45                |              | (0:2) | 16', 27' Oliveira · 55', 69' Evanilson · 76' Martínez |  |

| 15 października 2021 | CF Os Belenenses | 0:4   | Sporting CP                             |  |
| 20:45                | 80' Frias        | (0:1) | 2', 68' Tomás · 77' Cabral · 80' Santos |  |

| 16 października 2021 | FC Oliveira Hospital | 0:1   | Vitória Guimarães |  |
| 11:00                |                      | (0:1) | 16' Edwards       |  |

| 16 października 2021 | Leixões SC                                                        | 5:1   | Lank Vilaverdense |  |
| 15:00                | 41' Coelho · 51' Silva · 63' Encada · 74' Cantanhede · 75' Santos | (1:0) | 65' Cerqueira     |  |

| 16 października 2021 | USC Paredes                   | 3:1   | Académico Viseu FC |  |
| 15:00                | 12', 69' Correia · 58' Santos | (1:1) | 29' Quizera        |  |

| 16 października 2021 | Valadares Gaia FC | 1:3   | Casa Pia AC                      |  |
| 15:00                | 9' Cunha          | (1:1) | 8' Silva · 62' Lelo · 69' Vieira |  |

| 16 października 2021 | SC Espinho | 0:1 (pd.) | Caldas SC     |  |
| 15:00                |            | (0:0)     | 91' Rodrigues |  |

| 16 października 2021 | Berço SC                | 1:2 (pd.) | B-SAD                  |  |
| 15:00                | 72' Lopes · 120+4' Rios | (0:1)     | 40' Sousa · 120' Ndour |  |

| 16 października 2021 | UD Vilafranquense     | 3:2 (pd.) | Real SC                |  |
| 15:00                | 18', 111', 114' Silva | (1:1)     | 1' Souza · 120' Borges |  |

| 16 października 2021 | AD Camacha             | 1:2   | CD Tondela           |  |
| 15:00                | 5' Fraga · 90+8' Abreu | (1:1) | 3' Riol · 90+7' Agra |  |

| 16 października 2021 | Oriental Dragon FC    | 2:3 (pd.) | Moreirense FC                                            |  |
| 15:00                | 30' Maia · 75' Gaspar | (1:0)     | 48' Franco · 59' Ladislau · 112' Aguiar · 90+1' Paulinho |  |

| 16 października 2021 | UD Leiria | 0:2   | CD Santa Clara                   |  |
| 15:00                |           | (0:1) | 37' (sam.) Gregório · 61' Santos |  |

| 16 października 2021 | Louletano DC | 1:2   | CF Estrela        |  |
| 18:00                | 8' Gomes     | (1:1) | 27', 90+4' Araujo |  |

| 16 października 2021 | CD Trofense | 1:2 (pd.) | SL Benfica                |  |
| 20:15                | 80' Lira    | (0:1)     | 21' Éverton · 94' Almeida |  |

| 17 października 2021 | Varzim SC               | 2:2 k. 3:2    | CS Marítimo                                    |  |
| 11:00                | 81' Silva · 92' Freitas | (0:0, k. 3:2) | 53' Alipourghara · 120+1' Guitane · 63' Macedo |  |

| 17 października 2021 | Vitória Setúbal | 0:2   | FC Vizela                  |  |
| 14:00                |                 | (0:2) | 27' Mendez · 37' Guimaraes |  |

| 17 października 2021 | Leça FC     | 1:1 k. 2:1    | FC Arouca   |  |
| 15:00                | 33' Burbosa | (1:0, k. 2:1) | 89' Kouassi |  |

| 17 października 2021 | GD Águias Moradal | 0:3   | FC Paços de Ferreira              |  |
| 15:00                |                   | (0:1) | 30' Jesus · 66' Ramos · 89' Pedro |  |

| 17 października 2021 | AD Castro Daire            | 2:2 k. 1:4    | SC Olhanense                            |  |
| 15:00                | 44', 73' Braz · 114' Lopes | (1:1, k. 1:4) | 45+1' Matos · 87' Venancio · 120' Galli |  |

| 17 października 2021 | SCU Torreense | 1:1 k. 3:1    | AD Fafe                       |  |
| 15:00                | 90+8' Silva   | (0:1, k. 3:1) | 11' Teixeira · 90+4' Carvalho |  |

| 17 października 2021 | Benfica Castelo Branco | 1:2   | FC Penafiel                  |  |
| 15:00                | 89' (sam.) Tavares     | (0:1) | 27' (sam.) Akoh · 80' Chaves |  |

| 17 października 2021 | FC De Felgueiras | 0:1   | GD Estoril Praia |  |
| 15:00                | 85' Veiga        | (0:1) | 36' Ruiz         |  |

| 17 października 2021 | Condeixa ACD | 0:5   | Gil Vicente FC                               |  |
| 15:00                |              | (0:2) | 12', 37' Hanne · 49' Silva · 75', 90+1' Lino |  |

| 17 października 2021 | CD Cinfães | 0:4   | SC Farense                                         |  |
| 15:00                |            | (0:3) | 23', 41' Almeida · 37' (sam.) Fraga · 76' Cristian |  |

| 17 października 2021 | UFC Moitense | 0:5   | SC Braga                                                          |  |
| 15:00                |              | (0:1) | 39' Gutierrez · 54' Rodrigues · 81' Fernandes · 85', 89' Oliveira |  |

| 17 października 2021 | FC Alverca                                            | 4:1   | Anadia FC                 |  |
| 15:00                | 11' Sousa · 53' Rodrigues · 70' Bernardo · 90+1' Neto | (1:1) | 19' Lourenço · 68' Campos |  |

| 17 października 2021 | CD Mafra                                          | 3:0   | CF União de Coimbra |  |
| 15:00                | 18' (sam.) Ferreira · 35' Rodrigues · 79' Martins | (2:0) | 84' Gomes           |  |

| 17 października 2021 | FC Serpa | 0:0 k. 7:6    | SC Covilhã |  |
| 15:00                |          | (0:0, k. 7:6) | 80' Santos |  |

| 17 października 2021 | CD Feirense      | 3:1 (pd.) | CD Nacional        |  |
| 15:00                | ?' ? · ?' ? · ?' |           | ?' ? · 81' Camacho |  |

| 17 października 2021 | UD Oliveirense                       | 3:3 k. 4:5    | Portimonense SC                         |  |
| 17:00                | 35' Silva · 85' Paredes · 119' Alves | (1:1, k. 4:5) | 19', 55' Júnior · 113' (sam.) Fernandes |  |

| 17 października 2021 | Rio Ave FC                                  | 4:0   | Boavista FC     |  |
| 20:00                | 14' Manuel · 73' Rodrigues · 86', 89' Souza | (1:0) | 90+1' Sauerbeck |  |

## IV runda
32 zwycięzców w III rundzie zostało rozlosowanych do 16 par, których zwycięzcy awansowali do 1/8 finału. Mecze rozegrano w dniach 18-22 listopada 2021 roku.
| 18 listopada 2021 | Sporting CP        | 2:1   | Varzim SC                 |  |
| 20:15             | 66', 88' Gonçalves | (0:0) | 79' Silva · 90+3' Freitas |  |

| 19 listopada 2021 | Casa Pia AC                           | 3:1   | SC Farense                  |  |
| 16:00             | 6' Silva · 39' Zolotić · 90+5' Poloni | (2:0) | 65' Almeida · 90+3' Augusto |  |

| 19 listopada 2021 | FC Panafiel | 0:3   | Portimonense SC             |  |
| 18:45             |             | (0:3) | 26', 30' Morte · 42' Cortes |  |

| 19 listopada 2021 | SL Benfica                                              | 4:1   | FC Paços de Ferreira |  |
| 20:45             | 78' Grimaldo · 81' Seferović · 87' Rafa · 90+3' Éverton | (0:0) | 52' Santos           |  |

| 20 listopada 2021 | Leça FC    | 1:0   | Gil Vicente FC |  |
| 11:00             | 65' Rosado | (0:0) |                |  |

| 20 listopada 2021 | FC Vizela               | 2:0   | CF Estrela |  |
| 14:00             | 9' Mendez · 52' Bondoso | (1:0) |            |  |

| 20 listopada 2021 | Rio Ave FC      | 2:1   | SC Olhanense |  |
| 17:00             | 57', 68' Yakubu | (0:1) | 10' Matos    |  |

| 20 listopada 2021 | SC Braga                                                    | 6:0   | CD Santa Clara |  |
| 18:00             | 4', 8', 16', 51' V. Oliveira · 58' P. Oliveira · 88' Galeno | (3:0) |                |  |

| 20 listopada 2021 | FC Alverca    | 1:2   | FC Famalicão           |  |
| 19:45             | 31' Rodrigues | (1:0) | 68' Brazão · 72' Banza |  |

| 20 listopada 2021 | FC Porto                                                    | 5:1   | CD Feirense |  |
| 20:15             | 15' Villa · 39', 45' Otávio · 56' Evanilson · 72' Conceição | (3:0) | 67' Vargas  |  |

| 21 listopada 2021 | FC Serpa | 0:5   | GD Estoril Praia                                            |  |
| 11:00             |          | (0:2) | 14', 54' Acevedo · 18' Chiquinho · 57' Geraldes · 76' Filho |  |

| 21 listopada 2021 | Caldas SC                       | 3:5   | B-SAD                                                     |  |
| 14:00             | 6', 32' Rodrigues · 58' Militao | (2:2) | 3' Luković · 18', 52' Ferreira · 54' Cabral · 90+5' Sousa |  |

| 21 listopada 2021 | UD Vilafranquense | 0:1   | CD Mafra |  |
| 14:00             |                   | (0:0) | 72' Nery |  |

| 21 listopada 2021 | USC Paredes | 1:0   | SCU Torreense |  |
| 14:00             | 32' Correia | (1:0) |               |  |

| 21 listopada 2021 | Moreirense FC                | 3:2   | Vitória Guimarães           |  |
| 16:45             | 20', 45' Souza · 60' Vitória | (2:0) | 89' Rochinha · 90+3' Soares |  |

| 22 listopada 2021 | CD Tondela                           | 3:1   | Leixões SC  |  |
| 19:45             | 36' Graf · 84' Dantas · 90+1' Romana | (1:0) | 90' Bolgado |  |

## 1/8 finału
16 zwycięzców w IV rundzie zostało rozlosowanych do 8 par, których zwycięzcy awansowali do ćwierćfinału. Mecze rozegrano w dniach 21-23 grudnia 2021 roku.
| 21 grudnia 2021 | CD Tondela                          | 3:1   | GD Estoril Praia |  |
| 18:45           | 45+3' Dantas · 51' Graf · 68' Anjos | (1:1) | 18' Acevedo      |  |

| 21 grudnia 2021 | FC Famalicão   | 1:1 k. 2:4    | Portimonense SC       |  |
| 20:45           | 83' Nascimento | (0:0, k. 2:4) | 46' Morte · 50' Morte |  |

| 22 grudnia 2021 | Leça FC    | 1:1 k. 6:5    | USC Paredes             |  |
| 14:00           | 27' Coelho | (1:1, k. 6:5) | 41' Pinto · 118' Mendes |  |

| 22 grudnia 2021 | Casa Pia AC | 1:2   | Sporting CP             |  |
| 20:45           | 9' Silva    | (1:1) | 33' Coates · 59' Garcia |  |

| 23 grudnia 2021 | CD Mafra                                        | 3:1   | Moreirense FC |  |
| 11:00           | 43' Bura · 79' Silva · 85' Lopes · 32' Ferreira | (1:1) | 26' Souza     |  |

| 23 grudnia 2021 | Rio Ave FC | 1:1 k. 6:5    | B-SAD       |  |
| 17:00           | 42' Gomes  | (1:1, k. 6:5) | 9' Ferreira |  |

| 23 grudnia 2021 | FC Vizela  | 1:0   | SC Braga               |  |
| 18:45           | 8' Moreira | (1:0) | 27' Ortega · 88' Horta |  |

| 23 grudnia 2021 | FC Porto                                         | 3:0   | SL Benfica     |  |
| 20:45           | 1', 31' Evanilson · 6' Vitinha · 45+1' Evanilson | (3:0) | 90+4' Otamendi |  |

## 1/4 finału
W ćwierćfinale 8 zwycięzców w 1/8 finału zostało rozlosowanych do 4 par, których zwycięzcy awansowali do półfinału. Mecze rozegrane zostały w dniach 11-13 stycznia 2022 roku.
| 11 stycznia 2022 | Leça FC | 0:4   | Sporting CP                               |  |
| 20:45            |         | (0:2) | 12', 81' Ramos · 31' Nunes · 90+2' Santos |  |

| 12 stycznia 2022 | Rio Ave FC | 0:1 (pd.) | CD Tondela   |  |
| 18:45            | 62' Santos | (0:0)     | 96' Dadashov |  |

| 12 stycznia 2022 | FC Vizela   | 1:3   | FC Porto                             |  |
| 20:45            | 24' Moreira | (1:1) | 8' Villa · 64' Fábio · 89' Evanilson |  |

| 13 stycznia 2022 | Portimonense SC            | 2:4   | CD Mafra                                             |  |
| 20:45            | 31' Nakajima · 90+1' Morte | (1:3) | 3' Martins · 15' Ferreira · 36' Schwaizer · 70' Bura |  |

## 1/2 finału
W półfinale 4 zwycięzców w 1/4 finału zostało rozlosowanych do 2 par, których zwycięzcy awansowali do finału. Półfinał był jedyną rundą Puchar Portugalii, w której rozgrywany był dwumecz. Pierwsze mecze rozegrano w dniach 2-3 marca 2022 roku, natomiast rewanże 20 i 21 kwietnia tegoż roku.

### FC Porto – Sporting CP
| 2 marca 2022 | Sporting CP | 1:2   | FC Porto                   |  |
| 20:45        | 49' Garcia  | (0:0) | 59' Taremi · 64' Evanilson |  |

| 21 kwietnia 2022 | FC Porto     | 1:0   | Sporting CP |  |
| 20:15            | 83' Martínez | (0:0) |             |  |

Awans: FC Porto

### CD Tondela – CD Mafra
| 3 marca 2022 | CD Tondela                       | 3:0   | CD Mafra |  |
| 20:15        | 38' Dantas · 66' Riol · 75' Neto | (1:0) |          |  |

| 20 kwietnia 2022 | CD Mafra    | 1:1   | CD Tondela |  |
| 20:15            | 45' Pacheco | (1:0) | 89' Graf   |  |

Awans: CD Tondela

## Finał

### Droga do finału
Obie drużyny grały w sezonie 2021/22 w Primeirze Lidze, dlatego zarówno FC Porto, jak i CD Tondela zaczęły grę od III rundy.

#### FC Porto
III runda – 5:0 vs. SU Sintrense
IV runda – 5:1 vs. CD Feirense
1/8 finału – 3:0 vs. SL Benfica
1/4 finału – 3:1 vs. FC Vizela
1/2 finału – 2:1, 1:0 vs. Sporting CP

#### CD Tondela
III runda – 2:1 vs. AD Camacha
IV runda – 3:1 vs. Leixões SC
1/8 finału – 3:1 vs. GD Estoril Praia
1/4 finału – 1:0 (p.d.) vs. Rio Ave FC
1/2 finału – 3:0, 1:1 vs. CD Mafra

### Mecz finałowy
| 22 maja 2022 18:15 CET | FC Porto · Taremi 22', 74' · Vitinha 52' | 3:1(1:0)Raport | CD Tondela · Borges 73' | Estádio Nacional, Oeiras Sędzia: Rui Costa |
|                        |                                          |                |                         |                                            |

|                  | 1  | Agustín Marchesín   |     |     |
|                  | 23 | João Mário          |     |     |
|                  | 19 | Chancel Mbemba      |     |     |
|                  | 3  | Pepe (c)            |     |     |
|                  | 12 | Zaidu Sanusi        |     |     |
|                  | 25 | Otávio              |     |     |
|                  | 16 | Marko Grujić        | 77' | 83' |
|                  | 20 | Vitinha             |     |     |
|                  | 11 | Pepê                |     | 76' |
|                  | 30 | Evanilson           |     | 72' |
|                  | 9  | Mehdi Taremi        |     | 84' |
| Zmiany:          |    |                     |     |     |
|                  | 13 | Galeno              |     | 72' |
|                  | 10 | Francisco Conceição | 86' | 76' |
|                  | 8  | Mateus Uribe        |     | 83' |
|                  | 29 | Toni Martínez       |     | 84' |
|                  | 50 | Fábio Vieira        |     |     |
|                  | 99 | Diogo Costa         |     |     |
|                  | 2  | Fábio Cardoso       |     |     |
| Trener:          |    |                     |     |     |
| Sérgio Conceição |    |                     |     |     |

|             | 99 | Babacar Niasse      |     |     |
|             | 19 | Tiago Almeida       |     | 69' |
|             | 72 | Eduardo Quaresma    |     |     |
|             | 33 | Marcelo Alves       | 17' |     |
|             | 5  | Modibo Sagnan       |     |     |
|             | 3  | Neto Borges         |     |     |
|             | 7  | Salvador Agra (c)   |     | 82' |
|             | 6  | Pedro Augusto       |     | 56' |
|             | 21 | Iker Undabarrena    |     | 69' |
|             | 70 | Rafael Barbosa      | 83' |     |
|             | 29 | Daniel dos Anjos    |     | 56' |
| Zmiany:     |    |                     |     |     |
|             | 8  | João Pedro          |     | 56' |
|             | 17 | Renat Dadashov      |     | 56' |
|             | 28 | Tiago Dantas        |     | 69' |
|             | 23 | Bebeto              |     | 69' |
|             | 11 | Juan Manuel Boselli |     | 82' |
|             | 88 | Pedro Trigueira     |     |     |
|             | 34 | Ricardo Alves       |     |     |
| Trener:     |    |                     |     |     |
| Nuno Campos |    |                     |     |     |

### Po meczu
Dla drużyny FC Porto był to 18. Puchar Portugalii w swojej historii, co umożliwiło umocnienie się na 2. pozycji w historii Pucharu. Wraz ze zdobytym tydzień wcześniej Mistrzostwem Portugalii pozwoliło to ekipie z Porto na podwójną koronę, w związku z czym do fazy grupowej Ligi Europy na sezon 2022/23 awansował 4. drużyna Primeiry Ligi z tego sezonu – SC Braga.
Na przeciwległym biegunie w porównaniu do drużyny FC Porto znalazła się z kolei CD Tondela – oprócz przegranego finału krajowego pucharu, zespół zajął 17. miejsce w portugalskiej elicie, co spowodowało degradację do Ligi Portugal 2.